# LEB RBe 4/8
De RBe 4/8 is een elektrisch treinstel met lagevloerdeel bestemd voor het regionaal personenvervoer van de Chemin de fer Lausanne-Echallens-Bercher (LEB).

## Geschiedenis
De treinen werden in 2006 besteld bij Stadler Rail en zouden rond 2008 worden geleverd.
Op 17 februari 2010 was de roll-out van het type RBe 4/8 bij Stadler Rail in Altenrhein. Naar verwachting zullen in medio 2010 de andere vijf treinen bij Chemin de fer Lausanne-Echallens-Bercher (LEB) in dienst worden gesteld.

## Constructie en techniek
Het treinstel is opgebouwd uit een aluminium frame met een frontdeel van GVK. De treinen hebben een lagevloerdeel van 60%. Deze treinstellen kunnen tot drie stuks gecombineerd rijden. De treinstellen zijn uitgerust met luchtvering.
De treinen van het type RBe 4/8 bestaan uit twee delen. Deze treinen kunnen tot drie stuks gecombineerd rijden.

## Treindiensten
De treinen worden door de Chemin de fer Lausanne-Echallens-Bercher (LEB) ingezet op het traject:
- Lausanne - Bercher